# Putnam County (Georgia)
Das Putnam County ist ein County im Bundesstaat Georgia der Vereinigten Staaten. Der Verwaltungssitz (County Seat) ist Eatonton.

## Geographie
Das County liegt im mittleren Norden von Georgia und hat eine Fläche von 934 Quadratkilometern, wovon 42 Quadratkilometer Wasseroberfläche sind und grenzt im Uhrzeigersinn an folgende Countys: Greene County, Hancock County, Baldwin County, Jones County, Jasper County und Morgan County.

## Geschichte
Putnam County wurde am 10. Dezember 1807 als 33. County in Georgia aus Teilen des Baldwin County gebildet. Benannt wurde es nach Israel Putnam, einem General aus Connecticut, der auch an der Schlacht von Bunker Hill teilnahm.

## Demografische Daten

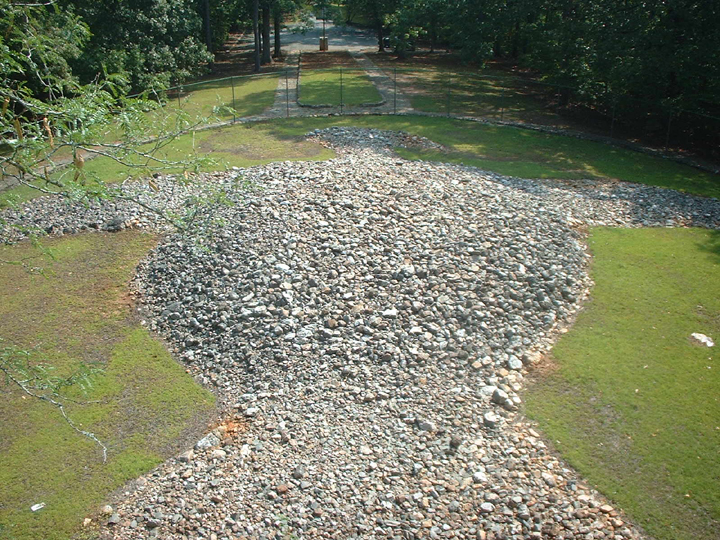
Rock Eagle Effigy Mound, gelistet im NRHP

Laut der Volkszählung von 2010 verteilten sich die damaligen 21.218 Einwohner auf 8.601 bewohnte Haushalte, was einen Schnitt von 2,45 Personen pro Haushalt ergibt. Insgesamt bestehen 12.804 Haushalte.
70,6 % der Haushalte waren Familienhaushalte (bestehend aus verheirateten Paaren mit oder ohne Nachkommen bzw. einem Elternteil mit Nachkomme) mit einer durchschnittlichen Größe von 2,88 Personen. In 29,0 % aller Haushalte lebten Kinder unter 18 Jahren sowie in 31,8 % aller Haushalte Personen mit mindestens 65 Jahren.
23,6 % der Bevölkerung waren jünger als 20 Jahre, 21,9 % waren 20 bis 39 Jahre alt, 28,1 % waren 40 bis 59 Jahre alt und 26,1 % waren mindestens 60 Jahre alt. Das mittlere Alter betrug 44 Jahre. 48,7 % der Bevölkerung waren männlich und 51,3 % weiblich.
67,9 % der Bevölkerung bezeichneten sich als Weiße, 26,0 % als Afroamerikaner, 0,2 % als Indianer und 0,5 % als Asian Americans. 4,2 % gaben die Angehörigkeit zu einer anderen Ethnie und 1,2 % zu mehreren Ethnien an. 6,3 % der Bevölkerung bestand aus Hispanics oder Latinos.
Das durchschnittliche Jahreseinkommen pro Haushalt lag bei 45.762 USD, dabei lebten 17,8 % der Bevölkerung unter der Armutsgrenze.

## Orte im Putnam County
Orte im Putnam County mit Einwohnerzahlen der Volkszählung von 2010:
City:
- Eatonton (County Seat) – 6480 Einwohner

Census-designated place:
- Crooked Creek – 639 Einwohner